# Episodi di Motherland: Fort Salem (terza stagione)
La terza e ultima stagione della serie televisiva Motherland: Fort Salem, composta da 10 episodi, è stata trasmessa sulla rete televisiva Freeform, dal 21 giugno al 23 agosto 2022.
In Italia la stagione è inedita.
| nº | Titolo originale                 | Titolo italiano | Prima TV USA   | Pubblicazione Italia |
| -- | -------------------------------- | --------------- | -------------- | -------------------- |
| 1  | Homo Cantus                      |                 | 21 giugno 2022 |                      |
| 2  | The Price of Work                |                 | 28 giugno 2022 |                      |
| 3  | Oh Elayne...                     |                 | 5 luglio 2022  |                      |
| 4  | Happy Yule!                      |                 | 12 luglio 2022 |                      |
| 5  | Cession in Session               |                 | 19 luglio 2022 |                      |
| 6  | Book Club                        |                 | 26 luglio 2022 |                      |
| 7  | She Returns                      |                 | 2 agosto 2022  |                      |
| 8  | Petra's Favorite Pen             |                 | 9 agosto 2022  |                      |
| 9  | But I Don't Even Have A Dress... |                 | 16 agosto 2022 |                      |
| 10 | Revolution, Part 2               |                 | 23 agosto 2022 |                      |